# Rue du Commandant-René-Mouchotte
La rue du Commandant René Mouchotte est une voie du 14e arrondissement de Paris, en France.

## Situation et accès
La rue du Commandant-René-Mouchotte est une voie publique située dans le 14e  arrondissement de Paris. Elle débute au 58, avenue du Maine et se termine place de Catalogne.

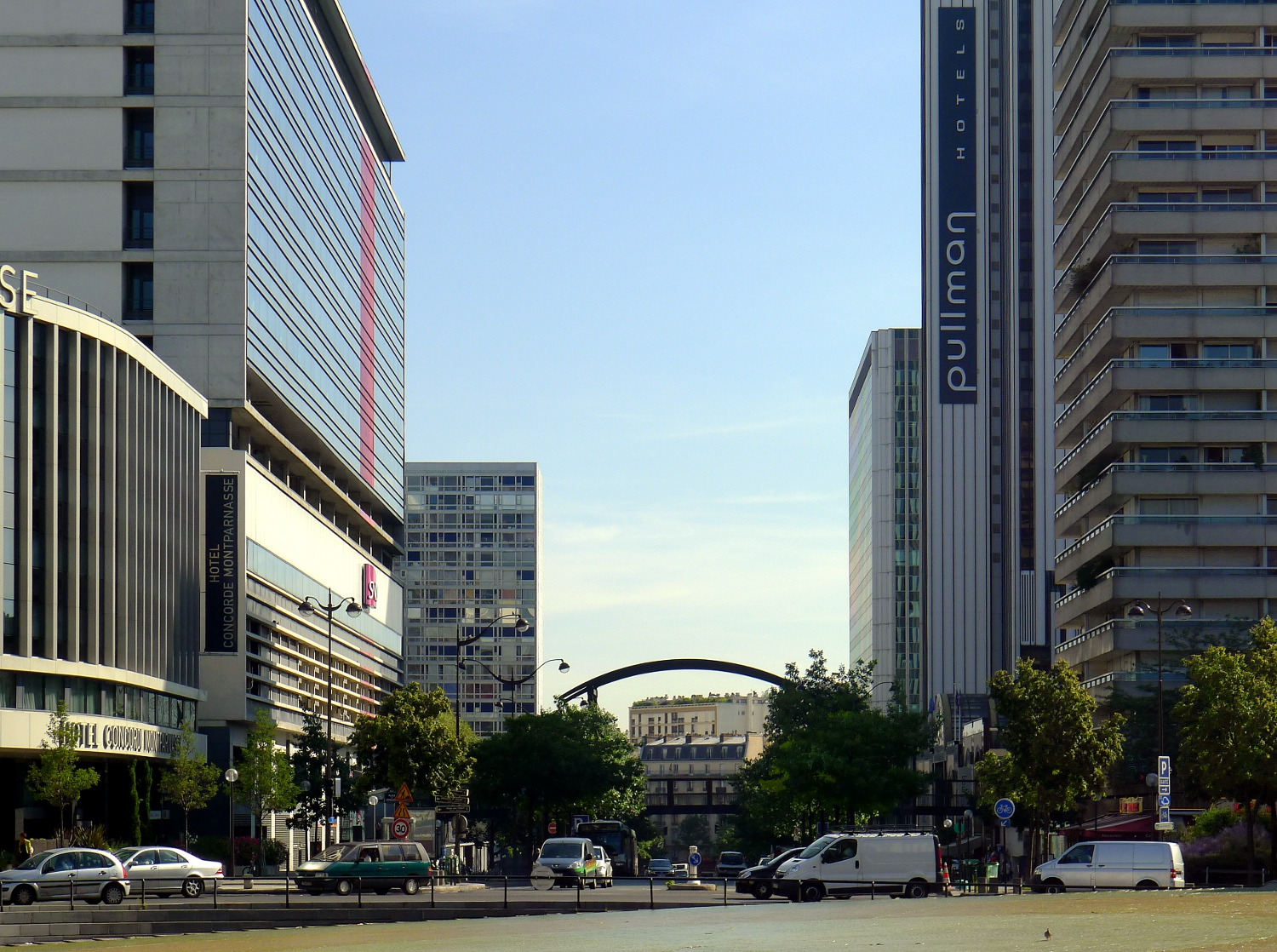
Autre vue de la rue.

## Origine du nom
L'origine du nom vient du pilote de chasse René Mouchotte (1914-1943), héros de la Seconde Guerre mondiale, compagnon de la libération. Premier Français à commander un squadron de la Royal Air Force britannique, il meurt au combat au-dessus de la Manche à 29 ans. Il était apprécié tant de ses hommes que des Anglais pour sa grandeur d'âme et ses qualités de chef.

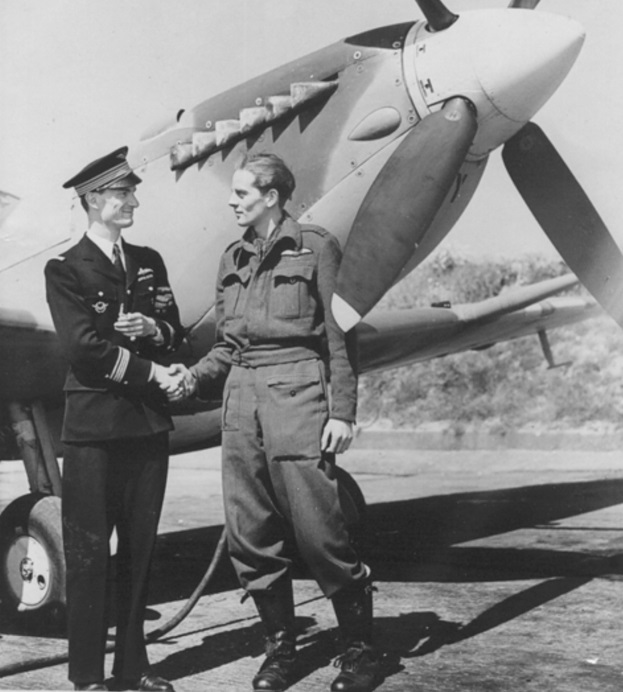
René Mouchotte (à gauche) et Jack Charles partageant les 999e et 1000e victoires aériennes des avions de la base aérienne de Biggin Hill à Londres en mai 1943, quelques mois avant sa mort.

## Historique
La voie est créée dans le cadre de l'opération de rénovation urbaine Maine-Montparnasse sous le nom provisoire de « voie G/14 » et a pris sa dénomination actuelle par un arrêté municipal du 16 juin 1966. 

## Bâtiments remarquables et lieux de mémoire
- Siège de l'Association internationale Interactions de la psychanalyse.
- Ancien siège de la SNCF au no 34, maintenant celui de SNCF Transilien.
- Immeuble Mouchotte (1966), conçu par l'architecte Jean Dubuisson
- No 8/20 : le journaliste Philippe Boucher (journaliste) y vécut.
- No 19 : hôtel Pullman Paris Montparnasse, réalisé par Pierre Dufau (1972)[3].
- No 25 : bibliothèque municipale Benoîte-Groult[4].

## Littérature
Romain Gary dans son ouvrage La nuit sera calme (1974) évoque la rue du Commandant-René-Mouchotte :

« Le commandant Mouchotte, c'était un copain [...] Je m'en vais donc rue du Commandant-Mouchotte, rue parfaitement dégueulasse, d'ailleurs. Une cochonnerie de rue, sinistre, avec les hangars de la rue Montparnasse béants de vide, moche au possible, il ne se serait pas fait tuer pour ça, Mouchotte, c'est moi qui te le dis... »